# Come foglie
Come foglie è una canzone registrata dalla cantante italiana Malika Ayane e scritta da Giuliano Sangiorgi, frontman e cantante dei Negramaro. La canzone è stata presentata al 59º Festival della Canzone Italiana ed è stato inserito nella ristampa dell'album Malika Ayane, lavoro d'esordio della cantante.

## Il brano
Malika Ayane ha presentato Come foglie durante la seconda serata del Festival di Sanremo il 18 febbraio 2009, ripresentandosi la sera successiva accompagnata in duetto da Gino Paoli.
Il singolo ha debuttato nella classifica dei singoli più scaricati in Italia direttamente alla quarta posizione e ha in seguito raggiunto la seconda. È stato frequentemente trasmesso in radio, raggiungendo la posizione numero 1 dell'airplay.
È risultato il decimo brano più scaricato del 2009 e ha ricevuto la certificazione FIMI di disco di platino per aver superato i 30.000 downloads.
Nel 2020 partecipa al concorso radiofonico I Love My Radio, a cui hanno preso parte in totale 45 canzoni.

## Il video
Il video musicale prodotto per Come foglie, diretto dal regista Federico Brugia, è stato presentato in anteprima sul sito TGcom il 27 febbraio 2009. Nel video la cantante, vestita dai sontuosi abiti realizzati dagli stilisti Barbara Lo Faro e Ettore Bilotta, interpreta il brano in varie location nei pressi di Linate.

## Formazione
- Malika Ayane - voce
- Ferdinando Arnò - pianoforte, programmazione, Fender Rhodes
- Cesare Chiodo - basso
- Lele Melotti - batteria
- Giorgio Cocilovo - chitarra

## Classifiche
| Classifica | Posizione più alta |
| ---------- | ------------------ |
| Italia     | 2                  |

### Classifiche di fine anno
| Classifica (2009) | Posizione |
| ----------------- | --------- |
| Italia            | 10        |